# 港区立朝日中学校
港区立朝日中学校（みなとくりつあさひちゅうがっこう）は、東京都港区白金にあった公立中学校。

## 概要
学制改革により1947年（昭和22年）に開校。
2015年（平成27年）4月1日より、神応小学校・三光小学校と旧朝日中学校が統合した、港区立の小中一貫教育校白金の丘学園開校により閉校した。
生徒数と教員数
| 年度     | 児童総数 | 1年生 | 2年生 | 3年生 | 教員数 | 職員数 |
| -------- | -------- | ----- | ----- | ----- | ------ | ------ |
| 平成23年 | 60人     | 23人  | 13人  | 24人  | 13人   | 4人    |
| 平成24年 | 47人     | 10人  | 23人  | 14人  | 13人   | 4人    |
| 平成25年 | 48人     | 15人  | 13人  | 20人  | 12人   | 4人    |
| 平成26年 | 55人     | 24人  | 17人  | 14人  | 12人   | 4人    |

## 著名な出身者
- 榎本加奈子（実業家、元女優、元アイドル）